# Xã Fairfield, Quận Beadle, South Dakota
Xã Fairfield (tiếng Anh: Fairfield Township) là một xã thuộc quận Beadle, tiểu bang Nam Dakota, Hoa Kỳ. Năm 2010, dân số của xã này là 91 người.